# LaTele
A LaTele é uma rede de televisão paraguaia. Em Assunção, capital do Paraguai e onde a emissora está instalada, a emissora é sintonizada no canal 11 VHF; a emissora tem retransmissoras que cobrem 50% do território paraguaio, que podem ser sintonizadas nas fronteiras do Brasil e Argentina.

## História
A emissora entrou no ar em 21 de setembro de 2008, coincidindo com o Dia da Juventude.
A emissora transmitiu Taça Libertadores da América, Sualmericano de Futebol de Areia e Campeonato Sualmericano de Futebol Junior todos ao vivo. 
A programação é baseada em séries da Fox, Animal Planet, e The History Channel, alem de programas nacionais, como video aulas durante a madrugada.
Entre os programas nacionais, se encontram: Manos a la Obra; De Profesión Jardinero; Padres al Día; todos da produtora paraguaia Multimedios Alicante e as produções próprias, como: o Flash: La Noticia Ahora, La Noticia Hoy, Hora Fútbol e Humberto Rubín.

## Cobertura
A Latele tem repetidoras em todo o Paraguai e se distribuem assim:
- Assunção e Grande Assunção Canal 11
- Encarnación Canal 3
- Ciudad del Este Canal 16
- Coronel Oviedo Canal 3
- Pedro Juan Caballero Canal 4
- Concepción Canal 3
- San Pedro Canal 6[1]